# 张恒业
张恒业（1916年—2021年1月14日），山西临汾人，中国人民解放军开国大校。曾任中国人民解放军南京外国语学院院长。江苏省军区正军职离休干部。

## 生平
1936年10月参加革命。1937年4月加入中国共产党。1938年10月参军。历任科长、山西新军的山西省第五行政督察专署保安第9团政治主任、1940年8月任山西青年抗敌决死第三纵队政治部干部教育科科长。山西青年抗敌决死第三纵队决死第九团政委。1943年10月任八路军第129师政治部直工科长。1945年10月任晋冀鲁豫野战军第三纵队（司令员陈锡联）第9旅（旅长童国贵）政治部主任。1949年2月任第二野战军第11军第33师政治部主任。
1950年7月5日任中國駐朝鮮大使館一等秘书，军委外国语文学校政治委员，中国人民解放军外国语文专科学校政治委员，中国人民解放军外国语文学院副政治委员、副院长，江苏生产建设兵团副司令员，1976年6月任中国人民解放军南京外国语学院院长。1983年7月离职休养。
1955年9月被授予大校军衔。